# 사그라다 파밀리아
사그라다 파밀리아 성당(카탈루냐어: Temple Expiatori de la Sagrada Família, 스페인어: Templo Expiatorio de la Sagrada Familia)은 스페인 바르셀로나에 짓고 있는 로마 가톨릭교회 성당이다. 또한 '사그라다'는 스페인어로 성스러운이라는 뜻을 가졌으며, 파밀리아는 가족을 뜻하기 때문에 성가정 성당이라고도 한다. 카탈루냐 출신 건축가 안토니오 가우디가 설계하고 직접 건축을 책임졌다. 이 건물을 포함한 가우디 작품들은 현재 유네스코 세계 문화 유산에 등재되었으며, 2010년 11월 교황 베네딕토 16세는 성당에서 준 대성당으로 승격을 선포했다.
1882년 성당 건축은 델 빌라르(Francisco de Paula del Villar)가 시작했다. 1883년 빌라르가 사임하자 가우디가 수석 건축가로 취임하여 고딕 건축 양식과 아르누보 양식을 결합한 건축 및 엔지니어링 스타일로 건축 방향을 변경했다. 
가우디는 그의 남은 생애를 프로젝트에 투입했으며, 1926년 73세의 나이로 고인이 되었을 때 프로젝트의 1/4, 즉 25%를 완료했다. 가우디는 이 성당의 일부인 동부 성만 완성하고 별세하였다.
성당 건축은 개인적인 기부금에만 의존하여 천천히 진행되다가 1950년대 스페인 남북 전쟁로 중단되었다. 건설을 시작한 이래로 컴퓨터 지원 설계 및 CNC(Computerized Numerical Control)와 같은 기술의 발전으로 2010년 중반에 건설이 가속화되며 공사가 진행되었다. 그러나 10개의 첨탑을 추가로 건설하는 등 프로젝트의 가장 큰 과제 중 일부들이 현재 남아 있다. 각각은 신약 성경에서 중요한 성경적 인물을 상징하며, 가우디 서거 100주년인 2026년 이후 완공될 예정이다.
또한 사그라다 파밀리아 성당은 까탈루냐 모더니즘으로 지어진 최고의 대표작으로 손꼽힌다.
가우디는 이 성당을 지으면서 건축과 장식의 구성요소, 조형미와 아름다움, 기능과 형태, 외부와 내부 사이의 완벽한 조화를 추구했다. 
지하 예배당과 성당의 내부 뒤에 부분은 네오고딕 양식으로 만들었고 그 이후, 성당의 나머지 부분은 자연의 형태를 모방하여 만들었다. 성당의 내부는 나무처럼 기울어지고 나선형의 기둥으로 인해 숲을 닮아서 간단하고 튼튼한 구조를 가지고 있다. 
가우디는 이런 특이한 형태의 건축기법을 그가 지은 구엘공원이나 구엘 성지에서 검증한 후에, 사그라다 파밀리아 성당을 지을 때 사용하여 조형미와 외형적인 아름다움을 갖춘 구조적으로 완벽한 건축물을 만들었다.
2023년 1월 현재 141년째 공사가 진행 중이며 2026년이후 완공 예정이다. 비용은 관광객과 신자들의 헌금, 기부금 따위로 충당하고 있다.

## 역사

### 배경
사그라다 파밀리아 대성당은 서점가인 조셉 마리아 보카 벨라(Josep Maria Bocabella)의 영감을 받아 설립되었다.
1872년 바티칸을 방문한 후 보카 벨라는 이탈리아에서 돌아와 로레토(Loreto) 성당에서 영감을 얻어 교회를 건설하고자 했다. 교회의 교정이 필요한 부분은 기부금으로 충당되었으며, 1882년 3월 19일 세인트 요셉 축제에서 고딕 양식의 부흥을 통해 교회를 계획한 건축가 Francisco de Paula del Villar이 디자인에 착수했다. 가우디는 1883년에 교회에서 일하기 시작했지만 1884년까지 건축가 이사로 임명되지 않았다.

### 구성
극도로 긴 건설 기간에 대해 가우디는 "내 의뢰인은 서두르지 않고있다"고 말했다. 가우디가 1926년에 죽을 때, 공회당은 약 15%와 25% 사이에서 완료되었다. 가우디가 사망한 후 1936년 스페인 내전 중단될 때까지 Domènec Sugrañes i Gras의 지시하에 계속 작업이 진행되었다.
미완성 공회당의 일부와 가우디의 모델과 워크샵은 카탈로니아의 무정부주의자들에 의해 전쟁 중 파괴되었다. 현재의 디자인은 현대적인 적응 뿐만 아니라 화재로 불태워진 계획의 재구성된 버전을 기반으로 한다. 1940년 이래로 건축가인 Francesc Quintana, Isidre Puig Boada, Lluís Bonet i Gari 및 Francesc Cardoner가 이 작업을 수행했으며, 조명은 Carles Buïgas에 의해 설계되었다.
Lluís Bonet의 현 감독이자 아들인 Jordi Bonet i Armengol은 1980년대 이후 컴퓨터를 설계 및 시공 과정에 도입해 왔다. 바르셀로나에서 태어난 Jordi Fauli가 2012년 사그라다 파밀리아 건설의 수석 건축가로 취임했다.
중앙 본당 둥근 천장 작업은 2000년에 완료되었으며 이후 주요 작업은 천장 높이 및 선미의 건설이었다. 2018년, 중앙 본당의 남쪽 인클로저 뿐만 아니라 예수 그리스도의 메인 타워에 대한 교차 및지지 구조에 집중하고 있다.
교회는 사그라다 파밀리아 박물관 건물 (원래 건축가의 아이들을 위해 1909년에 가우디가 디자인 한 학교)과 사이트를 공유한다. 2002년 동부 구석에서 남쪽 구석으로 이주한 이 건물에는 현재 전시가 있다.

### 건설현황
수석 건축가인 조르디 파울리는 2015년 10월에 공사가 70% 완료되었으며 6개의 거대한 건물을 세우는 마지막 단계에 들어서게 되었다고 발표했다. 타워와 대부분의 교회 건축물은 가우디의 사망 100주년인 2026년에 완공될 예정이다. 장식 요소는 2030년 또는 2032년까지 완료될 예정이라고 한다. 15-20 유로의 방문자 입장료는 연간 건설 예산 2,500만 유로를 충당한다.
컴퓨터 보조 설계 기술은 건물 건설을 가속화하는 데 사용되었다. 현재의 기술은 돌을 CNC 밀링 머신에 의해 빠르게 조각할 수 있는 반면, 20세기에는 돌을 손으로 조각했다.
2008년 일부 카탈로니아 건축가들은 가우디의 독창적인 디자인을 존중하기 위해 건설 중단을 옹호했다. 원래 디자인은 철저하지 않고 부분적으로 파괴되었지만 최근 몇 년간 재건되었다.

### AVE 고속철도 터널
2013년 이래 AVE 고속 열차는 바르셀로나 중심부에서 지하 터널을 통과하여 성당 근처를 통과했다.
2010년 3월 26일에 시작된 터널 공사는 논란의 여지가 있었다. 스페인 공공 사업부는 이 프로젝트가 교회에 아무런 위험을 제기하지 않았다고 주장했다. 하지만 건축 엔지니어와 건축가는 터널이 건물의 안정성에 영향을 미치지 않을 것이라는 보장은 없다고 말하면서 의견을 달리했다. 사그라다 파밀리아 이사회와 AVE pelle Litoral은 AVE를 위한 이 갈등 때문에 AVE에 대한 캠페인을 성공으로 이끌지 못했다.
2010년 10월, 터널 보링 머신은 건물의 주요 외관 위치 아래 지하 교회에 도착했다. 터널을 통한 서비스는 2013년 1월 8일에 개통되었다. 터널의 트랙은 Edilon Sedra의 시스템을 사용하여 레일을 탄성 소재에 매립하여 진동을 줄인다. 다행히도 사그라다 파밀리아에 대한 손상은 현재까지 보고된 바 없다.

### 미사 집전
메인 본당은 덮여 있었고 기관은 2010년 중반에 설치되어 있기 때문에 아직 완성되지 않은 건물이 종교적 서비스로 사용되고 있다. 교회는 6,500명의 회중 앞에서 2010년 11월 7일 교황 베네딕토 16세에 의해 봉헌되었다. 추가로 50,000명의 사람들이 바실리카 외곽에서 봉헌 미사를 쫓았다. 그곳에서 100명 이상의 주교와 300명의 성직자가 손을 잡고 성만찬을 제안했다. 2017년 7월 9일부터 매주 일요일과 성례 날 오전 9시에 대성당에서 기념하는 국제 미사가 대중에게 공개된다 (교회가 가득 찰 때까지). 때때로 미사는 다른 시간에 경축되며, 출석에는 초대가 필요하다. 미사가 예정되어있을 때, 초대장을 얻기 위한 지시 사항은 바실리카의 웹 사이트에 게시된다. 또한 방문객들은 거룩한 성체와 참회의 예배당에서 기도 할 수 있다.

## 가치
건물의 디자인 자체가 극적으로 변해가고 있다. 가우디의 동료 건축가들의 평가는 일반적으로 긍정적이었다. 루이 설리반(Louis Sullivan)은 사그라 다 파밀리아를 "지난 25년 동안 가장 위대한 창조적 건축물"로 묘사했다. 그는 "사그라다 파밀리아 성당은 돌로 상징화 된 영적인 건물 입니다!"라고 말했다. Walter Gropius는 성당을 칭찬하면서 건물의 벽을 "경이로운 기술이 만든 완성형 물체"라고 불렀다. 타임지(Time Magazine)는 성당을 "관능적이고 영적이며 변덕스럽고 풍성한 건물"이라고 불렀다. 또한 조지 오웰(George Orwell)은 "세계에서 가장 무시무시한 건물 중 하나"라고 불렀고, James A. Michener는 "가장 이상하며 심각한 세계의 건축물"이라고 불렀으며, 영국의 역사학자 제럴드 브레난(Gerald Brenan)은 "유럽의 건축물조차도 이 성당 앞에서는 저속하거나 허식이 아닌 것을 찾을 수는 없다."라고 말했다. 건물의 독특한 실루엣은 바르셀로나의 상징이 되었다. 사그라다 파밀리아 성당은 매년 약 200~300여만 명의 관광객이 찾아온다.

### 문화재 지정 사유
사그라다 파밀리아 성당은 현재 바르셀로나에 소재한 여섯 개의 다른 가우디 건물들과 함께 1969년 7월 24일 스페인의 사적으로 지정되었고, 지금은 유네스코 세계 유산으로 선정되었으며, 그 까닭은 "건축 및 건축 기술 개발에 대한 가우디의 독창적인 공헌", "카탈로니아의 엘 모더니즘을 대표 " 및 "예상된 20세기 현대 건설의 발전과 관련된 형태와 기술의 많은 부분에 영향을 미침." 등이 있다.

## 방문
방문자들은 Nave, Crypt, Museum, Shop 및 Passion and Nativity 타워에 접근할 수 있다. 탑승구 중 하나에 입장하려면 예약과 사전 티켓 구매가 필요하다. 승강기를 통해서만 접근이 가능하며 나머지 타워는 탑 사이의 다리까지 걸어간다. 하강은 300단계 이상의 매우 좁은 나선형 계단을 통과한다. 올라가기 매우 힘들기 때문에 계단에는 건강 상태에 대한 주의 사항이 있다.
2017년 6월부터 온라인 티켓 구매가 가능하게 되었다. 성수기인 5월에서 10월 사이에는 방문자들로 인한 며칠 간의 입국 예약 지연은 이례적인 일이 아니다.

## 자금
사그라다 파밀리아 성당 건설은 정부 또는 공식 교회에서 지원하지 않는다. 개인 후원자들은 초기 단계에 자금을 지원했다. 관광객들이 구매한 티켓의 돈은 작품 비용을 지불하는 데 사용되며 사그라다 파밀리아에 대해서는 후원자들을 통해 사적인 기부가 허용된다.
2009년 건설 예산은 1,800만 유로(242억 640만 원)가 들었으며, 공사비용은 모두 관광객하고 신자들의 헌금으로 충당하고 있다.

## 갤러리

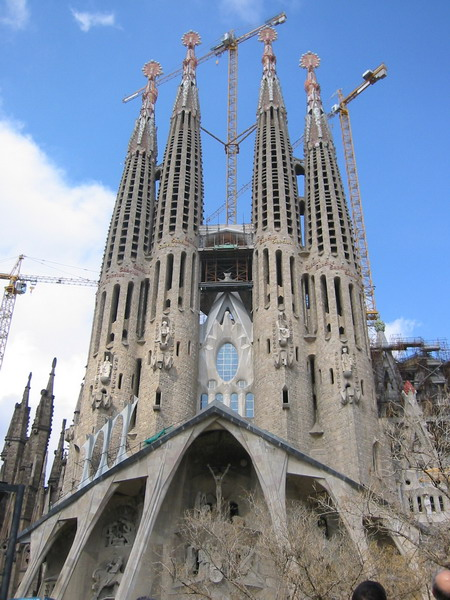
사그라다 파밀리아의 모습. (2005년 3월)
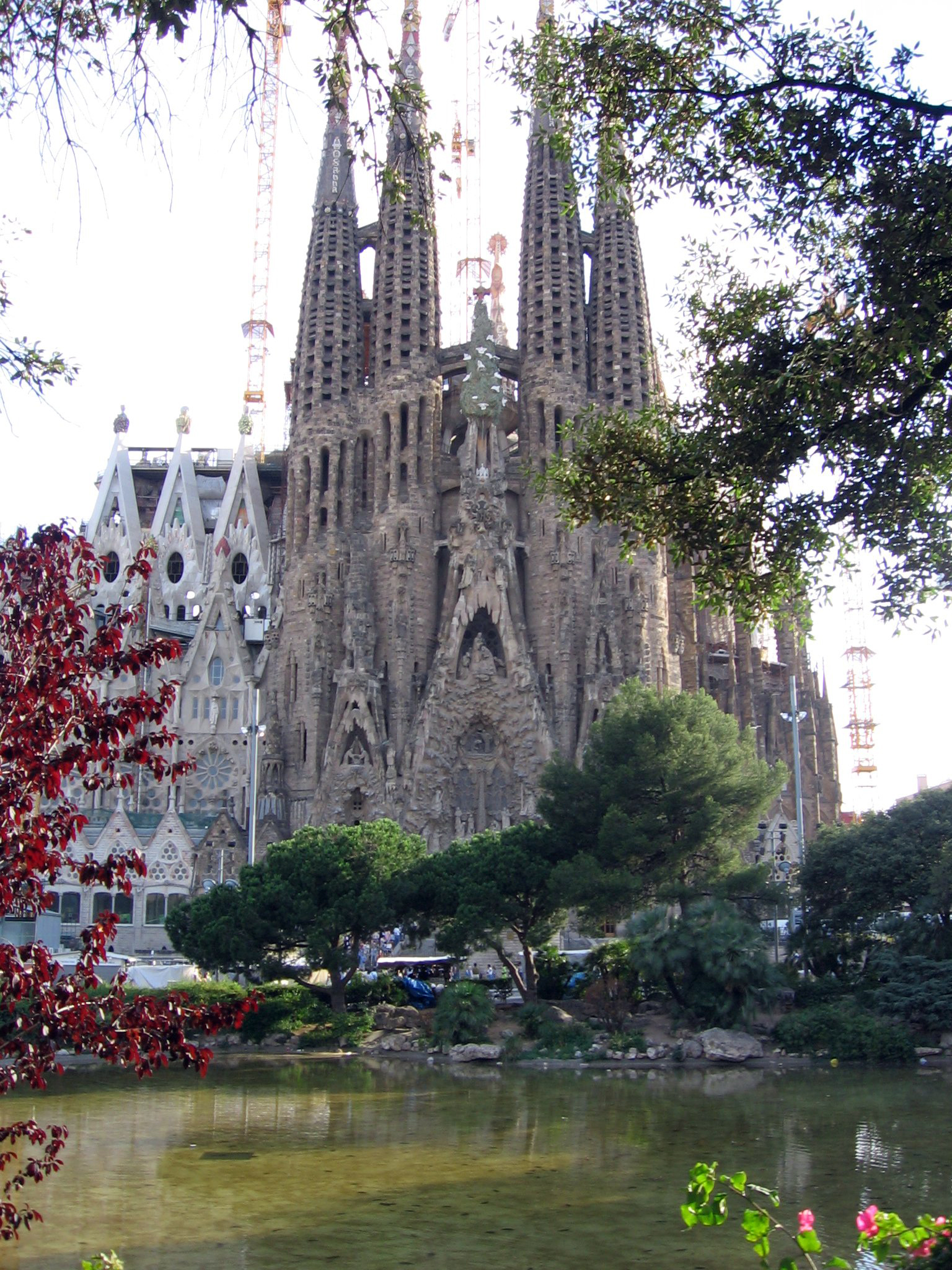
사그라다 파밀리아의 모습. (2009년 6월)
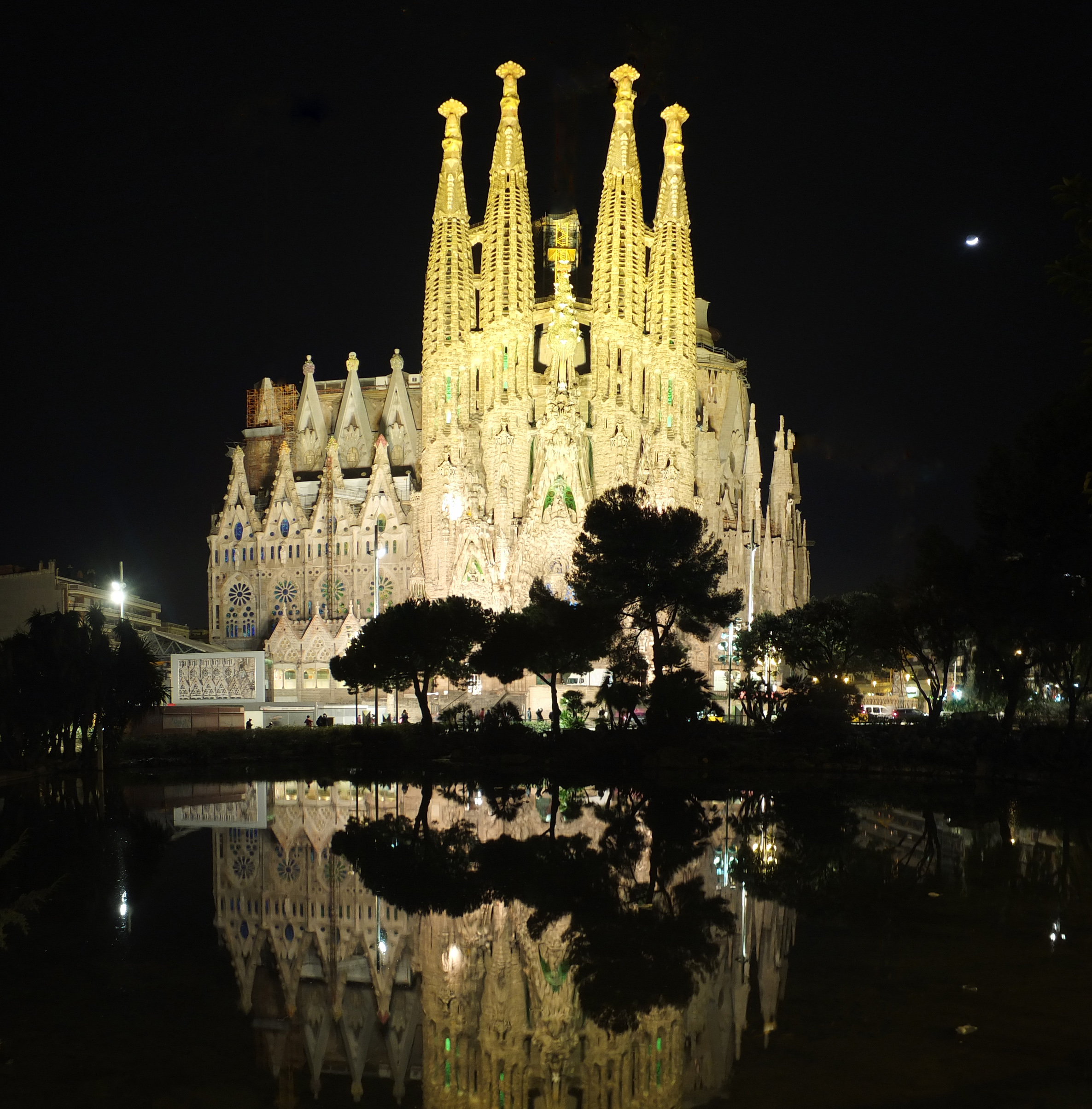
사그라다 파밀리아의 모습. (2015년 2월)
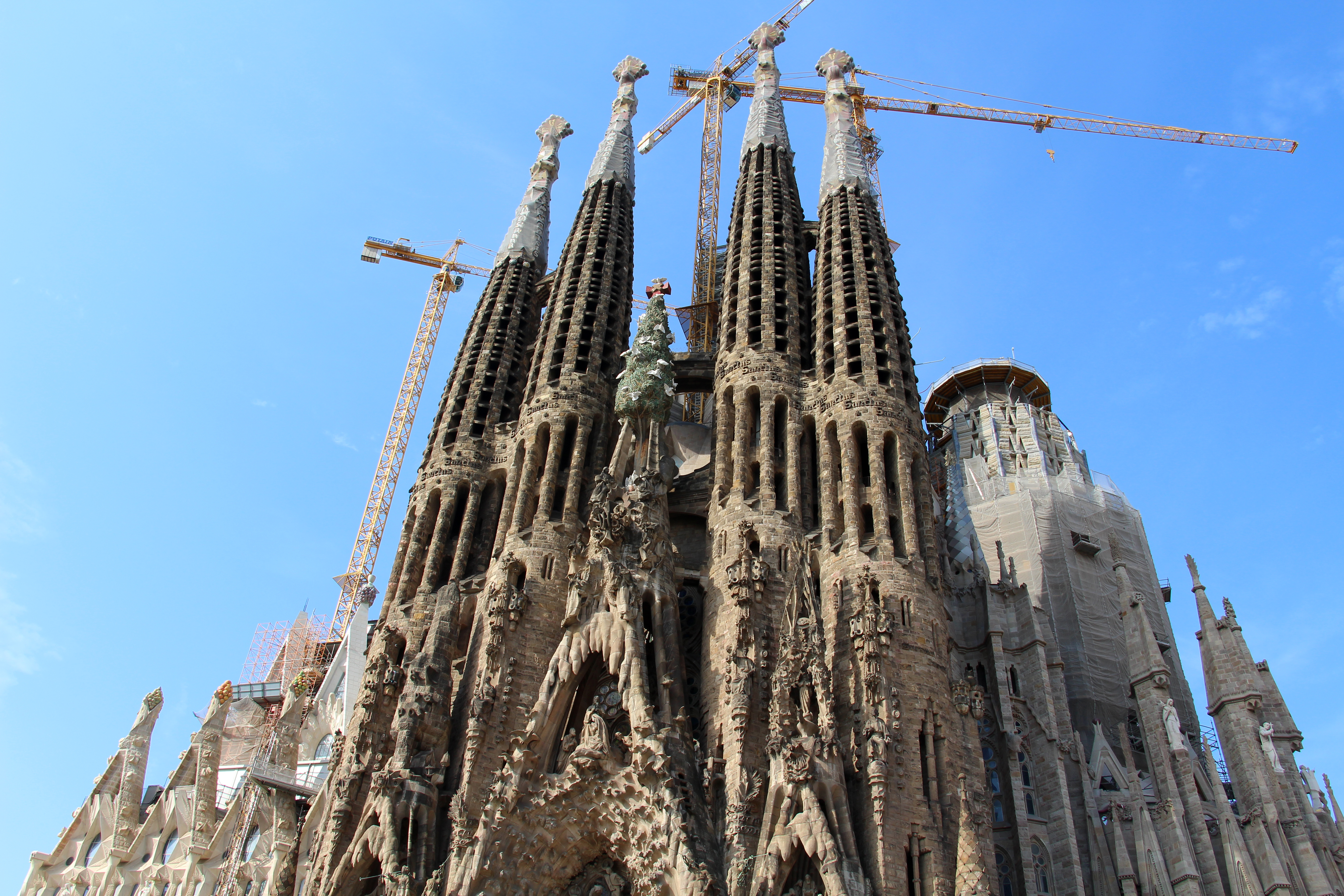
사그라다 파밀리아의 모습. (2017년 5월)

## 같이 보기
- 판테온 (로마)